# USS Quentin Walsh (DDG-132)
«Квентін Волш» (англ. USS Quentin Walsh (DDG-132)) - ескадрений міноносець КРО типу «Арлі Берк» ВМС США, серії III. 

## Історія створення
Ескадрений міноносець «Квентіл Волш» був замовлений 21 грудня 2018 року. Це 82-й корабель даного типу. Закладений 16 листопада 2021 року на верфі фірми Bath Iron Works.
Свою назву отримав на честь капітана Берегової охорони США Квентіна Волша (англ. Quentin Walsh).